# Tiago Simon
Tiago Chanan Simon (Porto Alegre, 30 de outubro de 1969) é um político e advogado brasileiro filiado ao Movimento Democrático Brasileiro (MDB).

## Biografia
Tiago Simon é filho do ex-senador e ex-governador do Rio Grande do Sul, Pedro Simon e é formado em Direito pela Pontifícia Universidade Católica do Rio Grande do Sul (PUCRS) e possui especialização em Gestão Empresarial pela Fundação Getulio Vargas (FGV).

## Carreira política
Tiago Simon foi eleito deputado estadual para a Assembleia Legislativa do Rio Grande do Sul na 54ª legislatura (2015–2019), representando o MDB. Foi reeleito para a 55ª legislatura (2019–2023).
Durante seu primeiro mandato na Assembleia Legislativa do Rio Grande do Sul, Tiago Simon exerceu a presidência das comissões de Educação e de Constituição e Justiça, além de ter coordenado a instalação de frentes parlamentares voltadas às micro e pequenas empresas e ao combate às drogas. Atuou como relator da Comissão Parlamentar de Inquérito das Empresas Seguradoras Veiculares e teve aprovado um projeto de lei que restringe a comercialização de produtos industrializados com alto teor de açúcar em cantinas escolares, conhecido como Lei do Lanche. Também apresentou proposições voltadas ao enfrentamento da corrupção e da impunidade, entre elas a que resultou na Lei Estadual Anticorrupção, bem como iniciativas voltadas à economia, como a Lei das Micro e Pequenas Empresas, com foco na competitividade, no estímulo ao empreendedorismo e em impactos sociais positivos.
Nas eleições de 2022, concorreu à reeleição, mas obteve 29.185 votos, ficando como suplente. Em abril de 2025, assumiu o cargo de deputado estadual na 56ª legislatura (2023–2027) após Edivilson Brum ser nomeado secretário estadual da Agricultura, Pecuária, Produção Sustentável e Irrigação.
No âmbito municipal, presidiu o MDB de Porto Alegre entre 2020 e 2021, durante a campanha que elegeu Sebastião Melo prefeito. Entre fevereiro e julho de 2023, foi presidente da Fundação de Assistência Social e Cidadania (FASC). Em agosto de 2023, assumiu a Secretaria Extraordinária do Trabalho e Qualificação Profissional da Prefeitura de Porto Alegre.